# Sistema monetario
Un sistema monetario es cualquier cosa que sea aceptado como un estándar de valor y medida de riqueza en una región en particular.
Sin embargo, la tendencia actual es utilizar el comercio internacional y la inversión para alterar la política y la legislación de los distintos gobiernos. El mejor ejemplo de esta política es la Unión Europea y la creación del euro como moneda común para muchos de sus Estados. Las monedas modernas no están vinculados a materias primas físicas (oro o plata), se dice entonces que es una moneda fiduciaria o dinero fiduciario (basado en la "fe o confianza"), y no constituyen un contrato para entregar un bien o servicio. Como tal, el valor de una moneda fluctúa sobre la base de la política, méritos de crédito, la percepción y la emoción, además de la política.

## Sistema de precio
Un sistema monetario de las mercancías es un sistema monetario como el patrón oro en el cual una mercancía como el oro se hace la unidad de valor y es físicamente utilizado como dinero. Cualquier otro tipo de dinero, tales como los billetes de papel, son teóricamente convertibles a la demanda. Una alternativa histórica que fue rechazada en el siglo XX fue el bimetalismo, también llamado el doble estándar", según el cual el oro y la plata eran moneda de curso legal.

## El dinero fiduciario
La alternativa a un sistema de dinero mercancía es el dinero fiduciario que se define por la ley de un banco central y del gobierno y define la moneda de curso legal. Normalmente el dinero consumado es el papel moneda o moneda de metal común, pero también puede ser simplemente datos tales como los saldos bancarios y los registros de crédito o de compras con tarjetas de débito.